# Hastings County
Hastings County är ett county i Kanada.   Det ligger i provinsen Ontario, i den sydöstra delen av landet, 170 km väster om huvudstaden Ottawa.